# Critérium International
Critérium International er et todages etapeløb på cykel over tre etaper som arrangeres hvert forår i Frankrig. Det var tidligere kendt som Critérium National de la Route og blev første gang arrangeret i 1932.
I mange år var det et slags fransk mesterskab og blev ikke åbnet for ikke-franske cykelryttere før i 1979.

## Vindere
| - 2016 Thibaut Pinot - 2015 Jean-Christophe Péraud - 2014 Jean-Christophe Péraud - 2013 Chris Froome - 2012 Cadel Evans - 2011 Fränk Schleck - 2010 Pierrick Fédrigo - 2009 Jens Voigt - 2008 Jens Voigt - 2007 Jens Voigt - 2006 Ivan Basso - 2005 Bobby Julich - 2004 Jens Voigt - 2003 Laurent Brochard - 2002 José Martínez - 2001 Rik Verbrugghe - 2000 Abraham Olano - 1999 Jens Voigt - 1998 Bobby Julich - 1997 Marcelino Gargia - 1996 Chris Boardman - 1995 Laurent Jalabert - 1994 Giorgio Furlan - 1993 Erik Breukink - 1992 Jean-François Bernard - 1991 Stephen Roche - 1990 Laurent Fignon - 1989 Miguel Indurain - 1988 Erik Breukink - 1987 Sean Kelly | - 1986 Urs Zimmermann - 1985 Stephen Roche - 1984 Sean Kelly - 1983 Sean Kelly - 1982 Laurent Fignon - 1981 Bernard Hinault - 1980 Michel Laurent - 1979 Joop Zoetemelk - 1978 Bernard Hinault - 1977 Jean Chassang - 1976 Patrick Beon - 1975 Jacques Esclassan - 1974 Bernard Thévenet - 1973 Jean-Pierre Danguillaume - 1972 Raymond Poulidor - 1971 Raymond Poulidor - 1970 Georges Chappe - 1969 Gilbert Bellone - 1968 Raymond Poulidor - 1967 Jacques Anquetil - 1966 Raymond Poulidor - 1965 Jacques Anquetil - 1964 Raymond Poulidor - 1963 Jacques Anquetil - 1962 Joseph Groussard - 1961 Jacques Anquetil - 1960 Jean Graczyk - 1959 André Darrigade - 1958 Roger Hassenforder - 1957 Jean Forestier | - 1956 Roger Hassenforder - 1955 René Privat - 1954 Roger Hassenforder - 1953 Robert Desbats - 1952 Louison Bobet - 1951 Louison Bobet - 1950 Pierre Barbotin - 1949 Emile Idée - 1948 Camille Danguillaume - 1947 Emile Idée - 1946 Kleber Piot - 1945 Jo Goutorbe - 1944 Roger Piel - 1943 Emile Idée Louis Gauthier - 1942 Emile Idée Emile Bertocco - 1941 Yvan Marie Benoît Faure - 1940 Emile Idée - 1939 André Deforge - 1938 Pierre Jaminet - 1937 Roger Lapébie René Le Grevès - 1936 Paul Chocque - 1935 René Le Grevès - 1934 Roger Lapébie - 1933 André Leducq - 1932 Léon Le Calvez |

## Eksterne links
- Officielle hjemmeside for 2008